# غانم سواری
غانم سواری متولد سال ۱۳۲۳ خورشیدی در بستان، پژوهشگر، فعال میراث فرهنگی، مدرس و دبیر بازنشسته است. او نخستین کسی بود که میراث فرهنگی شهرستان حمیدیه را به همگان معرفی نمود.

## زندگی‌نامه
تحصیلات ابتدایی و دبیرستانی خود را شهرستان سوسنگرد گذرانده و با مدرک دیپلم در آموزش و پرورش استخدام شد. متعاقباً به شهرستان اهواز منتقل شد و مدرک فوق دیپلم و سپس لیسانس را در رشتهٔ زبان و ادبیات فارسی در دانشگاه جندی شاپور سابق (شهید چمران) اهواز دریافت نمود و مدت ۳۰ سال در مقاطع تحصیلی ابتدایی، راهنمایی و دبیرستان‌های شهرستان شاهرود و استان خوزستان تدریس نمود.
پس از بازنشستگی در دورهٔ اول انتخابات شورای شهر حمیدیه شرکت نموده و رتبه اول را احراز نمود و مدت ۴ سال رئیس و نایب رئیس شورای شهر حمیدیه و متصدی کمسیون فرهنگی بود.
در زمینه میراث فرهنگی به مدت چندین سال در سمت رئیس انجمن میراث فرهنگی حمیدیه فعالیت داشته و به شناسایی و شناساندن آثار باستانی و ثبت دو اثر باستانی و جلوگیری از تخریب آثار باستانی فعالیت نمود.